# Pentium Extreme Edition

Логотип Pentium Extreme Edition

Pentium Extreme Edition (произносится: Пе́нтиум Экстри́м Эди́шн) — торговая марка процессоров, которые Intel начала выпускать с 23 ноября 2003 года. Процессоры предназначены, в основном, для энтузиастов, а также для конкуренции с процессорами AMD Athlon 64 FX. Процессоры являются самыми старшими (и самыми дорогими) в своем семействе. Часто название процессора сокращают и пишут как Pentium EE или Pentium XE.

## Gallatin
Процессоры построены на серверном ядре Gallatin (на нём выпускались процессоры Pentium 4 Xeon), которое построено на ядре Northwood. Процессоры на ядре Gallatin выпускались на частотах 3,2 и 3,4 ГГц для платформы Socket 478 и на частотах 3,4 и 3,46 для платформы LGA775, у последнего частота FSB составляет 266 МГц (эффективная частота 1066 МГц). У этого процессора есть кэш-память третьего уровня (L3), объём которой составляет 2 Мб. В результате этот процессор считался самым быстрым, пока не был заменён моделью на ядре Prescott 2M.

## Prescott 2M
На данном ядре 21 февраля 2005 года был выпущен процессор с частотой 3,73 ГГц и частотой FSB, равной 1066 МГц. Этот процессор в 2005 году считался самым быстрым процессором, выпускаемым Intel. Во-первых, это вызвано работой на высокой частоте (3733 МГц), во-вторых, наличием 1066 МГц системной шины, пропускная способность которой составляет 8533 Мбайт/с, и наличием кэша L2 объёмом 2 Мб.

## Smithfield
Очередной «экстремальный» процессор вышел 18 апреля 2005 года и был построен на двух ядрах Prescott. В отличие от своих «неэкстремальных» модификаций, этот процессор обладал поддержкой технологии Hyper-Threading, в результате система «видела» сразу 4 процессора. Стоит отметить, что по производительности этот процессор был заметно слабее своего предшественника и при этом значительно горячее. Название процессора «потеряло» цифру 4 и теперь называется Pentium XE.

## Presler
Следующий процессор экстремальной версии вышел 1 января 2006 года и основан на двухъядерном ядре Presler. Процессор обладает частотой 3,47 ГГц, системной шиной 1066 МГц и поддержкой технологии Hyper-Threading. Ввиду того, что новый процессор построен с использованием 65 нм технологии, он неплохо разгоняется (до 4,2 ГГц) при воздушном охлаждении, чем, возможно, заинтересует оверклокеров.

## Технические характеристики различных ядер

### Данные, относящиеся ко всем моделям
- Разрядность внешней шины: 32 бита для адреса, 64 бита для данных

### Gallatin
- Дата анонса первой модели: 3 ноября 2003 года
- Разрядность регистров общего назначения: 32 бита
- Тактовые частоты (ГГц): 3,2; 3,4; 3,46
- Эффективная частота системной шины (FSB) (МГц): 800, 1066
- Размер кэша L1: 8 Кбайт (для данных)+12 тысяч операций
- Размер кэша L2: 512 Кбайт
- Размер кэша L3: 2048 Кбайт
- Номинальное напряжение питания: 1,575 В или 1,6 В
- Количество транзисторов (млн.): 169
- Площадь кристалла (кв. мм): 237
- Максимальное TDP: 110,7 Вт
- Техпроцесс (нм): 130
- Разъём: Socket 478, позже LGA775
- Корпус: 478-контактный mPGA, позже 775-контактный FC-LGA4
- Поддерживаемые технологии: IA-32, MMX, SSE, SSE2, HT

### Prescott 2M
- Дата анонса первой модели: 21 февраля 2005 года
- Разрядность регистров общего назначения: 64 бит
- Тактовые частоты (ГГц): 3,73
- Эффективная частота системной шины (FSB) (МГц): 1066
- Размер кэша L1: 16 Кбайт (для данных)+12 тысяч операций
- Размер кэша L2: 2048 Кбайт
- Номинальное напряжение питания: 1,4 В
- Количество транзисторов (млн.): 169
- Площадь кристалла (кв. мм): 135
- Максимальное TDP: 115 Вт
- Техпроцесс (нм): 90
- Разъём: LGA775
- Корпус: 775-контактный FC-LGA4
- Поддерживаемые технологии: IA-32, MMX, SSE, SSE2, HT, SSE3, EDB, EM64T

### Smithfield
- Дата анонса первой модели: 18 апреля 2005 года
- Разрядность регистров общего назначения: 64 бит
- Выпущенные модели: 840 (3,2 ГГц)
- Эффективная частота системной шины (FSB) (МГц): 800
- Размер кэша L1(для каждого ядра): 16 Кбайт (для данных) + 12 тысяч операций
- Размер кэша L2(для каждого ядра): 1024 Кбайт
- Номинальное напряжение питания: 1,4 В
- Количество транзисторов (млн.): 230
- Площадь кристалла (кв. мм): 206
- Максимальное TDP: 130 Вт
- Техпроцесс (нм): 90
- Разъём: LGA775
- Корпус: 775-контактный FC-LGA4
- Поддерживаемые технологии: IA-32, MMX, SSE, SSE2, HT, SSE3, EDB, EM64T

### Presler
- Дата анонса первой модели: 1 января 2006 года
- Разрядность регистров общего назначения: 64 бит
- Выпущенные модели: 955 (3,466 ГГц), 965 (3,733ГГц)
- Эффективная частота системной шины (FSB) (МГц): 1066
- Размер кэша L1(для каждого ядра): 16 Кбайт (для данных) + 12 тысяч операций
- Размер кэша L2(для каждого ядра): 2048 Кбайт
- Номинальное напряжение питания: 1,4 В
- Количество транзисторов (млн.): 376
- Площадь кристалла (кв. мм): 146
- Максимальное TDP: 130 Вт
- Техпроцесс (нм): 65
- Разъём: LGA775
- Корпус: 775-контактный FC-LGA4
- Поддерживаемые технологии: IA-32, MMX, SSE, SSE2, HT, SSE3, EDB, EM64T, VT